# Luís Miguel da Veiga
Luís Miguel Pimenta de Aguiar da Veiga (Montemor-o-Novo, 30 de diciembre de 1947) es un rejoneador portugués.

## Biografía
De una familia de ganaderos y rejoneadores da Veiga, es nieto paterno de Simão Luís da Veiga y sobrino paterno de Simão da Veiga, Jr., y también tío materno de Mafalda Veiga.
Debutó en el año de 1960, en la plaza de toros de Montemor-o-Novo.
El 28 de agosto de 1966 recibió la alternativa en una corrida mixta, en la Monumental de Campo Pequeno,, de las manos de David Ribeiro Telles, siendo testigos los matadores Armando Soares e Amadeu dos Anjos, con toros de Ribeiro Telles.
Serían célebres las corridas - cerca de 400, 80 de estas en el Campo Pequeno - en que formó pareja con su rival José Mestre Baptista. Con este otro rejoneador formó el cartel más disputado durante 15 años, que ha trazido millares de aficionados para la corrida portuguesa.